# Agathia hemithearia
Agathia hemithearia är en fjärilsart som beskrevs av Achille Guenée 1857. Agathia hemithearia ingår i släktet Agathia och familjen mätare. Inga underarter finns listade i Catalogue of Life.